# Romà Sol i Mestre
Romà Sol i Mestre (Lleida, 2 de novembre del 1870 - Lleida, 24 de novembre del 1951) fou un advocat i polític català.
Fill del cap del partit Liberal, Josep Sol Torrents, pare de Josep Sol Ballespí i germà de Màrius Sol, s'inicià políticament a les files d'aquesta formació fins que, s'afilià a la Lliga Regionalista. Conseller liberal a la Paeria de Lleida entre 1899 i 1903, fou nomenat paer en cap de la capital el 1901. Fou escriptor, periodista i vocal conseller en la Redacció Butlletí entre els anys 1908-1912. Fou elegit diputat provincial pel districte de Balaguer el 1913, 1917 i 1921. Entre 1919 i 1923 fou president de la Diputació de Lleida. Secretari primer del primer consell executiu de la Mancomunitat de Catalunya (1914), va estar sempre present en aquest òrgan de govern, on ocupà la vicepresidència primera (1917) i, posteriorment, la Conselleria de Cultura (1920-23). Presidí l'Assemblea de la Mancomunitat entre 1917-1919, càrrec que deixà en ser elegit president de la Diputació Provincial de Lleida. Exercí accidentalment la presidència de la Mancomunitat durant uns mesos abans de la mort d'Enric Prat de la Riba i els tres mesos posteriors, fins a l'elecció de Josep Puig Cadafalch.
Amb el seu pare fundà i dirigí El Pallarresa, òrgan del Partit Liberal (1895-1901) i formà part de la redacció dels setmanaris La Mala Semana i Lleida Catalana. Fou secretari del sindicat General de Recs del Canal d'Urgell i president de la Junta Directiva del Casino Principal (1915). Detingut i processat per la dictadura de Primo de Rivera, el 1930 fou diputat de la nova corporació provincial en representació del Col·legi d'advocats, institució que presidí en diverses ocasions. El 1932 fou elegit diputat al Parlament de Catalunya per la circumscripció de Lleida com a representant de la Lliga Regionalista.
L'esclat de la Guerra Civil Espanyola (1936-1939), junt amb els problemes que patí a la vista, l'allunyaren de la vida política en els darrers quinze anys de la seva vida.
Repercussió en la societat catalana
Romà Sol i Mestre, juntament amb altres personatges destacats del Segrià, fou un dels artífexs d'una transformació prominent i moderna en la vida cultural de les comarques de Ponent, de la superació del localisme i la plena integració en el corrent general de la cultura catalana i, a més, de la definició d'una política cultural basada en el reforçament de les institucions educatives, en el rellançament d'empreses culturals iniciades a tombant de segle xx i en la creació de nous equipaments, associacions i mitjans d'informació que permetien una divulgació de màxima importància per a la cohesió social ponentina i per a la vertebració d'una societat cultural madura, complexa, qualificada artísticament i respectada nacional i internacionalment.